# Bedarapura, Chamarajanagar
Bedarapura là một làng thuộc tehsil Chamarajanagar, huyện Chamarajanagar, bang Karnataka, Ấn Độ.